# Mariene ecoregio Westelijke Galapagoseilanden
De Mariene ecoregio Westelijke Galapagoseilanden (174) (Engels: Western Galapagos Islands marine ecoregion) is een biogeografische regio en ligt in het oosten van de Grote Oceaan in de Mariene provincie Galapagos (44) in het Marien rijk Tropische Oostelijke Stille Oceaan. De mariene ecoregio is vastgesteld door het World Wide Fund for Nature en The Nature Conservancy en is vernoemd naar de Galapagoseilanden.
In het noorden grenst het gebied aan de mariene ecoregio Noordelijke Galapagoseilanden (172) en in het oosten aan de mariene ecoregio Oostelijke Galapagoseilanden (173).

## Geografie
De mariene ecoregio ligt in het oosten van de Grote Oceaan rond het westelijk deel van de Galapagoseilanden van Ecuador. Het gebied omvat de westkust van het eiland Isabela en rondom Fernandina en westelijker.
Door het gebied stroomt de Humboldtstroom en de Panamastroom.

## Biogeografie
Het gebied kent zeeleven dat houdt van tropische temperaturen.